# Đầu phiếu
Đầu phiếu là một cách thức để cho một nhóm người, như hội nghị hay các cử tri, ra quyết định hay bày bỏ ý kiến của mình — thường đi cùng với các cuộc thảo luận, tranh luận hay các chiến dịch tranh cử.

## Quy trình đầu phiếu
Hầu hết các hình thức của xã hội dân chủ đều nhận thức được nguyện vọng của nhân dân thông qua một thủ tục bỏ phiếu chung:
- Việc đăng ký cử tri cho từng cá nhân và việc xác định các cử tri đủ tiêu chuẩn,
- Mở một cuộc bầu cử trong một khoảng thời gian nhất định,
- Đăng ký các cử tri tại những khu vực bầu cử đã được xác lập,
- Phân phát phiếu bầu đã có tên các ứng viên, vấn đề, và các lựa chọn
- Việc chọn ra các lựa chọn được ưa thích hơn (thường là bí mật, hay còn gọi là bỏ phiếu kín),
- Đảm bảo việc tập hợp các phiếu bầu được đếm không thiên vị, và cuối cùng là
- Tuyên bố nguyện vọng của cử tri cũng là nguyện vọng của nhân dân cho nhà nước của họ.

## Các loại đầu phiếu
Các hệ thống đầu phiếu khác nhau sử dụng các loại đầu phiếu khác nhau.
- Single vote - ở hệ thống bầu cử này, cử tri chỉ có thể chọn một trong năm ứng cử viên họ ưa thích nhất. Mô hình First past the post (ứng viên có số phiếu cao nhất thắng cử) sử dụng dạng này.
- Run-off - đây là sự cải tiến của hình thức single vote. Nếu ứng viên dẫn đầu trong hệ thống trên không đạt được trên 50% số phiếu thì những ứng viên có ít phiếu bầu nhất bị loại ra, và tiến hành bầu cử lại theo hình thức First past the post.
- Multiple vote - cử tri có thể bầu cho nhiều hơn một ứng cử viên và thường được dùng trong hệ thống đầu phiếu Approval (đồng ý).
- Ranked vote - ở hệ thống bầu cử sử dụng hình thức này, cử tri sắp xếp các ứng viên theo thứ tự ưu tiên từ vị trí thứ nhất cho đến vị trí cuối cùng.
- Scored vote - trong hệ thống này cử tri sẽ cho điểm các ứng viên, ví dụ từ một đến mười điểm.